# Molnár Mónika
Molnár Mónika, Jándi Péterné (Szeged, 1969. május 14. –) válogatott labdarúgó, csatár.

## Pályafutása

### A válogatottban
1992 és 1993 között három alkalommal szerepelt a válogatottban.

## Statisztika

### Mérkőzései a válogatottban
| Magyarország | Magyarország         | Magyarország         | Magyarország | Magyarország | Magyarország | Magyarország | Magyarország | Magyarország |
| #            | Dátum                | Helyszín             | Hazai        | Eredmény     | Vendég       | Kiírás       | Gólok        | Esemény      |
| ------------ | -------------------- | -------------------- | ------------ | ------------ | ------------ | ------------ | ------------ | ------------ |
| 1.           | 1992. szeptember 26. | Bázel                | Svájc        | 1 – 2        | Magyarország | barátságos   | -            | 58'          |
| 2.           | 1992. október 11.    | Mosontétény          | Ausztria     | 0 – 2        | Magyarország | barátságos   | -            | 40'          |
| 3.           | 1993. április 9.     | Budapest, REAC pálya | Magyarország | 0 – 2        | Olaszország  | barátságos   | -            | 46'          |
|              | Összesen             |                      |              | 3            | mérkőzés     |              | 0            | gól          |